# Аврамов, Димитр
Димитр Аврамов (болг. Димитър Аврамов; 6 сентября 1929, Бургас — 1 мая 2008, София) — болгарский искусствовед и культуролог.

## Биография

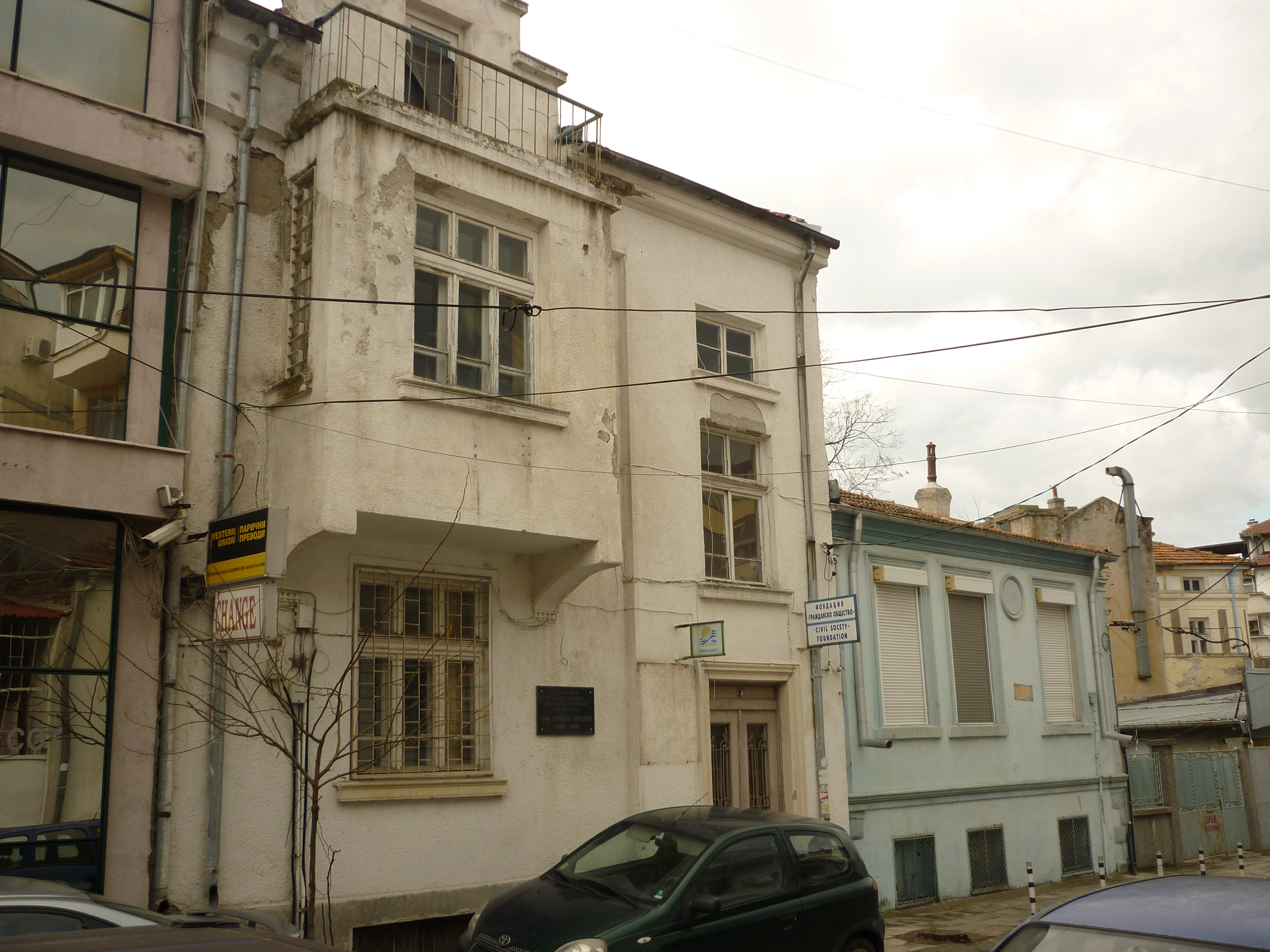
Дом №28 на Морской улице в Бургасе, где родился Димитр Аврамов

Родился 6 сентября 1929 года в Бургасе. Окончил философский факультет Софийского университета в 1954 году. Начал публиковаться в периодической прессе в 1954 году. Был редактором журнала «Философска мисъл» в 1955—1960 годах, заместителем главного редактора журнала «Проблеми на изкуството» в 1968—1980 годах. Научный сотрудник (1961), старший научный сотрудник II степени (1972), старший научный сотрудник I степени (1978) Института искусствоведения и Института литературы (1989—1991) при Болгарской академии наук. Читал лекции по истории новой болгарской культуры по специальности «Культурология» в Софийском университете. В 2000 году награждён орденом «Стара планина» I степени. Скончался 1 мая 2008 в Софии.

## Память
- 19 декабря 2008 года в Софийском университете состоялась научная конференция, посвящённая творчеству профессора Димитра Аврамова и организованная историческим и философским факультетом (последний представлен кафедрой истории и теории культуры)[3].
- В конце ноября 2013 года в Софиском университете состоялась национальная научная конференция «Просвещение против идеологии: Цветан Стоянов, Атанас Натев, Димитр Аврамов»[4].
- 10 сентября 2015 года по инициативе общества «Български писател» в Бургасе и при содействии Региональной библиотеки имени П.К.Яворова и Общества художников Бургаса на родном доме Аврамова в Бургасе была установлена мемориальная доска[5].

### Основные
- Сочинения Димитра Аврамова в Литернете  (болг.)
- Божидар Кунчев, „Думи за проф. Димитър Аврамов“, Портал за култура, изкуство и общество, 30.11.2013  (болг.)

### Статьи на болгарском портале kultura.bg
- „Затворническата съдба на Никола Танев“, 14.02.2013
- „Жорж Папазов“, 06.03.2013
- „Драмата на Жул Паскин“, 01.10.2013
- „Минало и етична памет“, 22.10.2013
- „Александър Жендов: предупреждението“, 30.10.2013
- „Изкуство или пропаганда в бронз и камък?“, 19.11.2013
- „Сирак Скитник: Аспекти на неговата естетика“, 24.02.2014
- „Несретната участ на художника“, 25.03.2014
- „Стоян Венев – самобитен художник на примитивното българско село“, 21.09.2014
- „Поет и съвременност (Из патологията на нашите критически нрави)“, 23.06.2015
- „Летопис на едно драматично десетилетие (откъс от първа глава)“, 26.11.2015